# Giovanni Denaro
Giovanni Denaro (Castanea delle Furie, 1906 – Tsangarada, 22 marzo 1943) è stato un militare italiano, decorato di Medaglia d'oro al valor militare alla memoria nel corso della seconda guerra mondiale.

## Biografia
Nacque a Castanea delle Furie (provincia di Messina) nel 1906. Lavorava come coltivatore diretto specializzato nella produzione degli agrumi quando lasciò i campi per assolvere gli obblighi del servizio militare di leva in forza alla guardia di finanza. Prestò servizio dapprima nella Legione allievi di Roma e poi nella legione territoriale di Messina. Posto in congedo nel 1929 riprese il proprio lavoro, venendo richiamato in servizio attivo nel marzo 1942, in piena seconda guerra mondiale. Dal centro di mobilitazione della sua legione fu dapprima assegnato alla Brigata mobilitata per la difesa costiera e poi alla legione di Trieste. Trasferito al XIII battaglione mobilitato, nel novembre dello stesso anno 1942, partiva per l'Albania, raggiungendo successivamente la Grecia. Cadde in combattimento il 22 marzo 1943 a Tsangarada, quando la caserma in cui prestava servizio insieme ad altri 28 commilitoni, fu assalita da un gruppo di 300 partigiani greci. Dopo essersi strenuamente difeso, per non essere catturato dai partigiani preferì gettarsi tra le fiamme della caserma che bruciava. Per onorarne il coraggio dimostrato in questo frangente venne decretata la concessione della medaglia d'oro al valor militare. Lasciava la moglie, signora Rosa Minutoli, e quattro figli, Mario, Francesco, Antonio e Marisa.

### Annotazioni
1. ↑  Il presidio era così composto: sottobrigadiere Antonio Delogu (fucilato); sottobrigadiere Raffaello Montanelli (fucilato); appuntato Agostino Maddanu (ferito, superstite); finanziere Emilio Amonini (fucilato); finanziere Arturo Anzalone (morto in combattimento); finanziere Luigi Cacco (fucilato); finanziere Antonio Camera (morto in combattimento); finanziere Berardo D’Alterio (fucilato); finanziere Francesco Del Vecchio (ferito, superstite); finanziere Giovanni Denaro (morto in combattimento); finanziere Mario Dossoni (fucilato); finanziere Stefano Evangelista (fucilato); finanziere Lorenzo Frisenda (fucilato); finanziere Angelo Giordano (fucilato); finanziere Attilio Giordano (morto in combattimento); finanziere Giovanni Idili (ferito, superstite); finanziere Antonio Le Quaglie (fucilato); finanziere Antonino Licata (morto in combattimento); finanziere Cataldo Lo Re (ferito, superstite); ftp. Edmondo Rizzi (fucilato); finanziere Antonino Ruggeri (ferito, superstite); finanziere Francesco Salvati (fucilato); finanziere scelto Biagio Silvestri (fucilato); finanziere scelto Giovanni Scivoletto (fucilato); finanziere Carmelo Sentinella (fucilato); finanziere scelto Pietro Siviero (fucilato); finanziere scelto Giovanni Uberti (fucilato); finanziere scelto Lores Versaldo (morto in combattimento); finanziere scelto Aldo Zappa (ferito, superstite). Dei 18 finanzieri catturati, 16 di essi furono uccisi a sangue freddo nei pressi di un villaggio sulla costa nell'aprile 1943, e sepolti in una fossa comune in un fossato nella zona di Veneto, che è un villaggio sull'Egeo.

### Fonti
1. 1 2 3 4 5 6 7 8  Combattenti Liberazione.
2. ↑  Medaglie d'oro al valor militare sul sito della Presidenza della Repubblica